# Moshe Lion
Moshe Lion eller Moshe Leon (hebreiska: משה ליאון ), född 6 oktober 1961 i Givatayim, är en israelisk revisor.
Han är medlem i Yerushalayim Shelanu och borgmästare i Jerusalem sedan 4 december 2018.